# Most malezijsko-bosanskohercegovačkog prijateljstva
Most malezijsko-bosanskohercegovačkog prijateljstva poznat i kao "Bosmalov most" nalazi se u sarajevskom naselju Čengić Vila i premošćava rijeku Miljacku.
Izgrađen je u sklopu pete sarajevske transverzale i spaja glavnu ulicu na Čengić Vili s Bosmal City Centrom, po kome je dobio nadimak. 
Izgradnja mosta dovršena je 1. lipnja 2005. godine a svečanom otvorenju prisustvovali su malezijski premijer Mahatir bin Mohamad, član Predsjedništva BiH Sulejman Tihić, premijer Kantona Sarajevo Denis Zvizdić i predsjedavajuća Skupštine Kantona Sarajevo Meliha Alić.
Gradnja mosta koštala je 1,8 milijuna konvertibilnih maraka a novac je uložio Zavod za izgradnju Kantona Sarajevo od takse koju je Bosmal platio za uređenje zemljišta.

## Arhitektura
Most je projektirao Sead Gološ. 
Ovaj most, kao i BCC je projektiran iz dva dijela. Radi se, zapravo, o dva mosta, jer je arhitekta želio postići dualitet vezan za dvije kule na objektu Bosmal City Center-a, tako da je jedan most veza za kulu A, a drugi za kulu B, odnosno most za lijevo i za desno. Most je dug 45, a širok 30 metara, pa je zato razdvojen. 
U središnjem dijelu smještena je konstrukcija na kojoj je obješena rasvjeta koja se iz svjetiljki smještenih na nižoj razini odbija od reflektirajućih ploha na vrhu stubova.